# Droga Kane’a

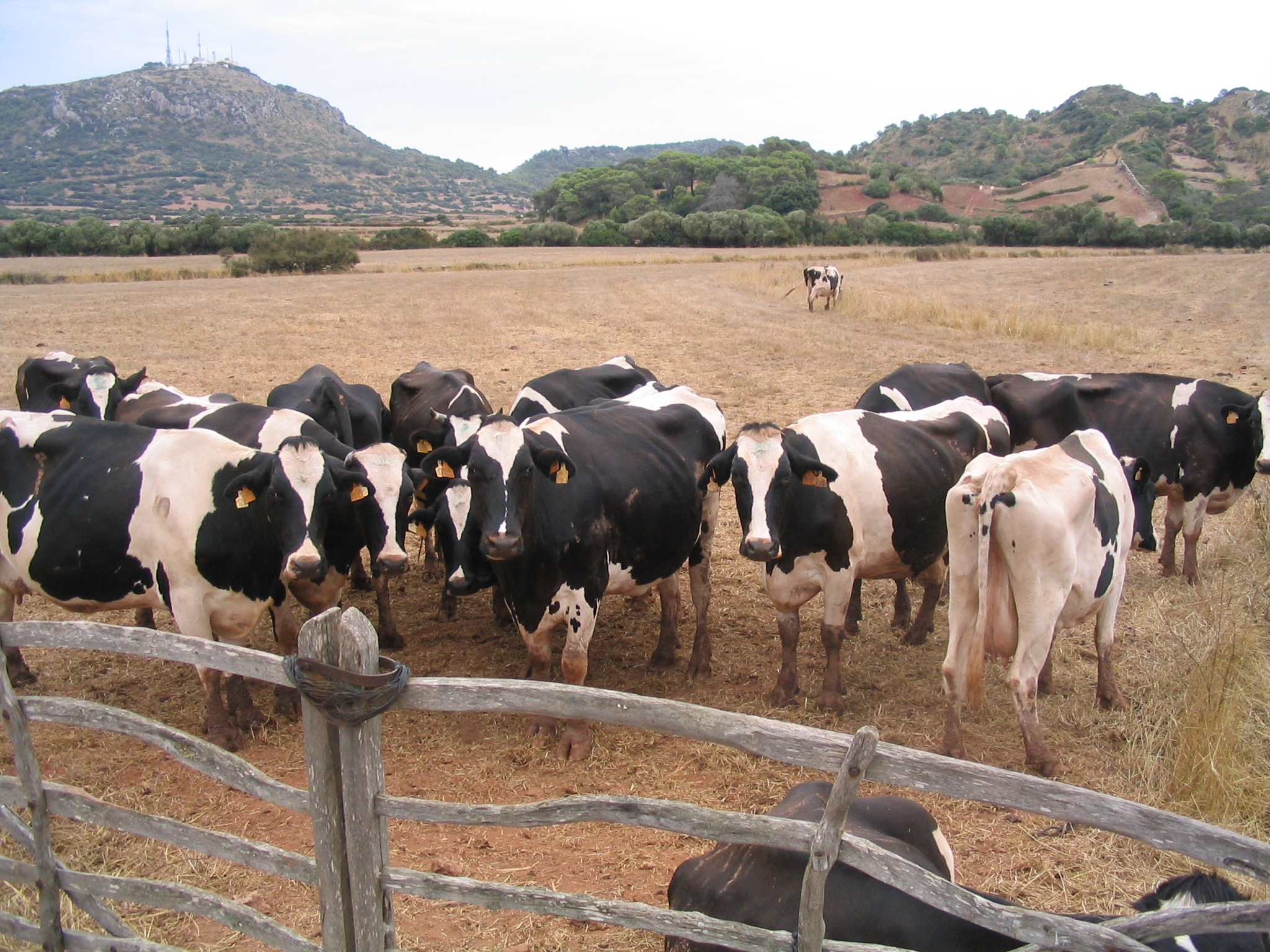
Widok z Drogi Kane’a na El Toro

Droga Kane’a (katal. Camí d'en Kane, hiszp. El camino de Kane) – droga na Minorce, łącząca stolicę - Maó z Es Mercadal - ważnym ośrodkiem w centrum wyspy.
Drogę zaprojektował w XVIII wieku gubernator Gibraltaru - Richard Kane. Ma 20 kilometrów długości i jest obecnie popularnym traktem wycieczek pieszych dla turystów zwiedzających Minorkę. Po drodze znajduje się pustelnia Binixems, a także lasy obfitujące w grzyby i zbierane dziko szparagi. Z trasy widoczne są panoramy najwyższego szczytu Minorki - El Toro (357 m n.p.m.).